# Festa Major del Guinardó
La Festa Major del Guinardó se celebra anualment el cap de setmana posterior al Primer de Maig. Originàriament, la festa major del Guinardó es feia al voltant del 27 d'abril, dia de la Mare de Déu de Montserrat. Però, per motius de calendari i de la progressiva laïcització de la societat, es va traslladar al cap de setmana següent a l'1 de maig.
El barri del Guinardó deu el nom al mas del segle xvii que dominava aquella zona. Actualment hi ha el Casal d'Entitats del barri, però la masia té una història llarga i plena de llegendes. Fins a final del segle xix era una zona eminentment rural i plena de camps de conreu. De mica en mica, s'hi van construir cases d'una sola planta amb jardí. Com en la majoria de barris del districte, a la segona meitat del segle xx la fesomia del Guinardó va ser alterada per l'especulació urbanística i s'hi van construir grans blocs de pisos. El Guinardó ha estat de sempre un barri amb una forta vida associativa, dinamitzada a partir dels anys setanta del segle passat. Tota aquesta activitat es nota en l'organització de la festa major, que va a càrrec d'una comissió especial de la Coordinadora d'Entitats del barri. S'hi fan tota mena d'actes destinats a tots els públics, com ara torneigs esportius, balls i concerts i activitats per a la gent gran i la mainada.

## Activitats destacades

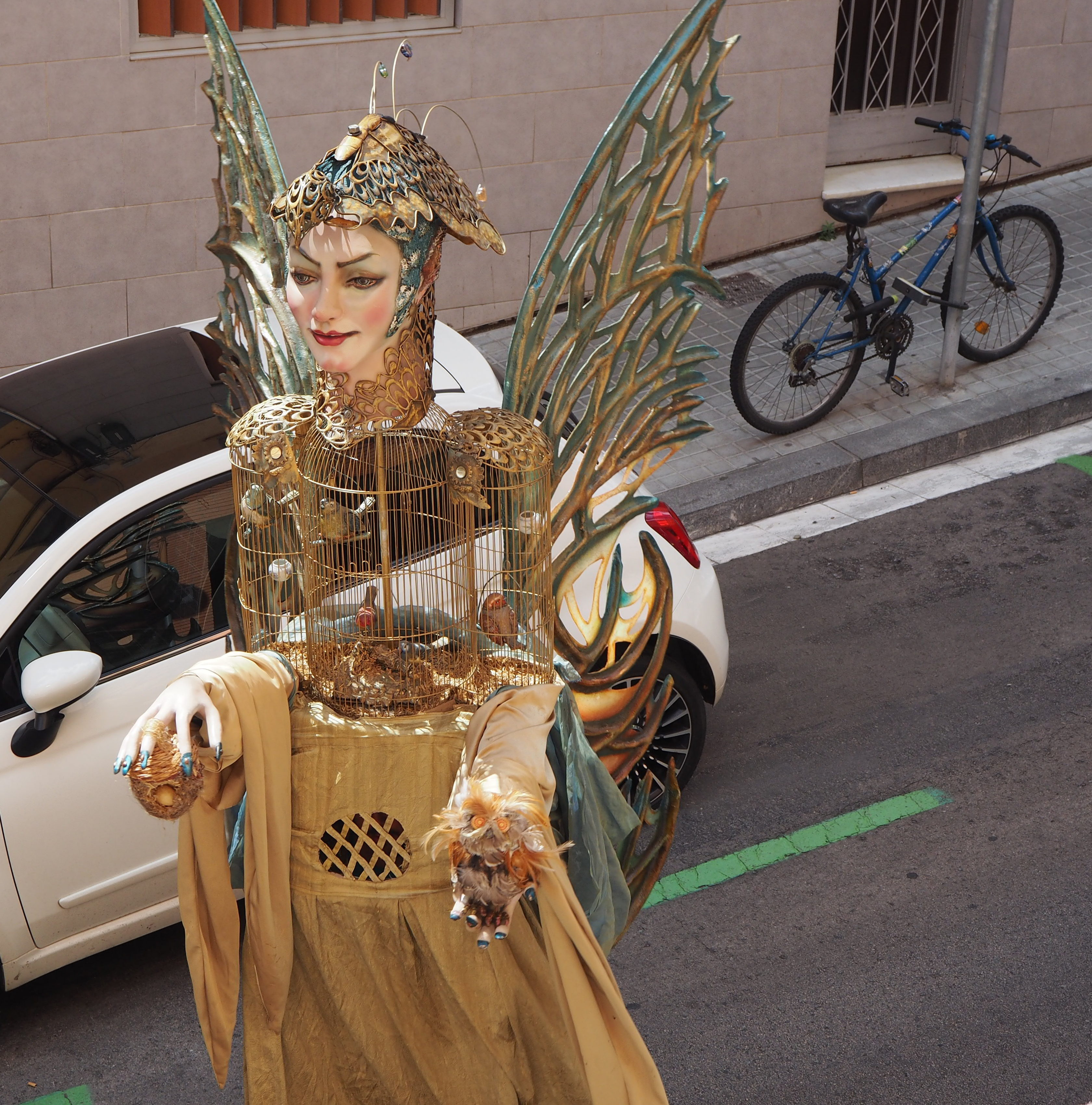
Cercavila de gegants, 2019.

- Campanades: El primer dia de festa major les tres parròquies del barri fan sonar alhora les campanes per assenyalar que comencen les celebracions. Simultàniament, el pregoner fa el discurs al passeig de Maragall, acompanyat de les salves de trabucaires.
- Festa al parc: L'últim dia de festa major, totes les celebracions es traslladen al parc del Guinardó. Durant tot el dia, de nou a nou, s'hi fan espectacles de carrer, tallers infantils, una cantada d'havaneres i àpats populars. També hi comencen o hi acaben totes les activitats de cultura popular de la jornada, com la cercavila gegantera i el correfoc.<
- Matinades de trabucaires: Els Trabucaires d'en Perot Rocaguinarda surten l'últim dia de festa major a primera hora per despertar els veïns amb les seves galejades. Volen anunciar-los que el dia gran ja ha arribat i convidar tothom a participar en la festa.
- Cercavila: Els Gegants del Guinardó, en Joan el Portuguès i la Marieta de la Font del Cuento, són els amfitrions de la cercavila d'imatgeria festiva. També hi participen els gegantons del Xarrac, la comparsa de capgrossos i els grallers i timbalers de la colla. La desfilada recorre el barri i acaba al parc del Guinardó, on es fa durant tot el dia la festa del parc.
- Correfoc: La colla de diables els Malignes del Guinardó organitzen el correfoc final, que parteix del parc per transitar els carrers més cèntrics del barri. L'espectacle de foc i percussió s'acaba a la plaça Catalana amb una gran cremada.[1]